# ハワイ・コンベンション・センター
ハワイ・コンベンション・センター （Hawaii Convention Center) は、アメリカ合衆国のハワイ・オアフ島ホノルルにあるコンベンション・センター。総床面積は約10万2千平方メートル、総工費200万ドルを投じ1998年にオープンした。建物はハワイ州観光局(en:Hawaii Visitors & Convention Bureau)が所有し、ロサンゼルスに拠点を置く企業AEGファシリティーズが運営を行なっている。合計47の会議場の延べ床面積は13,900平方メートル、3,250平方メートルのボールルームと2つのシアターも備えている。
ハワイ・コンベンション・センターはDB(Design-Built、設計施工一括契約)方式でハワイ州政府最大の事業である。ハワイの風を感じられるオープンエア構造を持つとともに、総ガラス張りで天井の高い大胆なデザインがユニークなこの建物は、テレビ・ドラマ『LOST』のシドニー空港を描いたシーンでたびたび登場している。また映画『ジュラシック・パーク』シリーズ
の最新作『ジュラシック・ワールド』のビジターセンターとしても撮影で使われた。

## イベント
ハワイ・コンベンション・センターでは、ファーストハワイアン・インターナショナル・オートショー、ミスハワイ、ホノルル・フェスティバルを始め、数多くの公共・民間のイベントが行われている。2011年11月のアジア太平洋経済協力首脳会議では、このコンベンション・センターが会場とされた。

## 評価
ハワイ・コンベンション・センターは、『Facilities & Destinations Magazine』が選ぶPrime SiteAwardを12年連続で受賞しているのをはじめ、各賞を受賞している。International Association of Exhibitions and Events (IAEE)は、ハワイコンベンションセンターを世界で最も美しいコンベンション・センターと評している。